# Köphultasjö
Köphultasjö är en sjö i Markaryds kommun och Örkelljunga kommun i Småland och ingår i Lagans huvudavrinningsområde. Sjön har en area på 1,21 kvadratkilometer och ligger 102 meter över havet. Sjön avvattnas av vattendraget Strömmabäcken.

## Delavrinningsområde
Köphultasjö ingår i det delavrinningsområde (625661-135914) som SMHI kallar för Utloppet av Köphultasjö. Medelhöjden är 116 meter över havet och ytan är 21,74 kvadratkilometer. Det finns ett avrinningsområde uppströms, och räknas det in blir den ackumulerade arean 39,4 kvadratkilometer. Strömmabäcken som avvattnar avrinningsområdet har biflödesordning 3, vilket innebär att vattnet flödar genom totalt 3 vattendrag innan det når havet efter 62 kilometer. Avrinningsområdet består mestadels av skog (51 procent) och sankmarker (28 procent). Avrinningsområdet har 1,23 kvadratkilometer vattenytor vilket ger det en sjöprocent på 5,7 procent.